# Du (öppnar min värld)
Du (öppnar min värld) är en låt framförd av Lisa Nilsson i Melodifestivalen 1989. Bidraget som skrevs av Ingela Forsman, Bobby Ljunggren och Håkan Almqvist slutade på 4:e plats. Den släpptes även på singel samma år, där B-sidan innehöll hennes inspelning av samma sång på engelska, ""You (Open My Eyes)".

### Fotnoter
1. ↑  ”Du (öppnar min värld)”. Svensk mediedatabas. 25 februari 1989. https://smdb.kb.se/catalog/id/001473609. Läst 19 augusti 2010.